# 韓国の鉄道駅一覧 ま-も
| あ - お | か - こ | さ - そ | た - と | な - の | は - ほ | ま - も | や - わ行 |

韓国の鉄道駅一覧 ま-もは、大韓民国の鉄道駅のうち、ま〜もで始まるものの一覧である。
なるべく読みを付け、同名・同表記の駅には事業者名も付した。

## ま行
- 麻谷駅 - （マゴクえき）
- 麻谷ナル駅 - （マゴンナルえき）
- 馬山駅 - （マサンえき）
- 馬場駅 - （マジャンえき）
- 麻田駅 - （マジョンえき）
- 磨石駅 - （マソクえき）
- 馬川駅 - （マチョンえき）
- 馬頭駅 - （マドゥえき）
- マドゥル駅 - （マドゥルえき）
- 麻浦駅 - （マポえき）
- 麻浦区庁駅 - （マポグチョンえき）
- 忘憂駅 - （マンウえき）
- 望月寺駅 - （マンウォルサえき）
- 望遠駅 - （マンウォンえき）
- 望祥駅 - （マンサンえき）
- 望祥海水浴場駅 - （マンサンヘスヨクチャンえき）
- 万鍾駅 - （マンジョンえき）
- 万寿駅 (仁川広域市) - （マンスえき）
- 晩村駅 - （マンチョンえき）
- 万徳駅 - （マンドクえき）
- 万坪駅 - （マンピョンえき）
- 網浦駅 - （マンポえき）
- 望美駅 - （マンミえき）

## み行
- 弥阿駅 - （ミアえき）
- 弥阿サゴリ駅 - （ミアサゴリえき）
- 美金駅 - （ミグムえき）
- 美南駅 - （ミナムえき）
- 明逸駅 - （ミョンイルえき）
- 明知大駅 - （ミョンジデえき）
- 鳴蔵駅 - （ミョンジャンえき）
- 明徳駅 - （ミョンドクえき）
- 明洞駅 - （ミョンドンえき）
- 明倫駅 - （ミョンニュンえき）
- 鳴鶴駅 - （ミョンハクえき）
- 鳴鳳駅 - （ミョンボンえき）
- 面牧駅 - （ミョンモクえき）
- 密陽駅 - （ミリャンえき）
- 民楽駅 - （ミルラクえき）
- ミンドゥンサン駅 - （ミンドゥンサンえき）

## む行
- 毋岳チェ駅 - （ムアクチェえき）
- 務安駅 - （ムアンえき）
- 墨湖駅 - （ムクホえき）
- 墨湖港駅 - （ムコハンえき）
- 文化殿堂駅 - （ムナジョンダンえき）
- 汶陽駅 - （ムニャンえき）
- 勿禁駅 - （ムルグムえき）
- ムルマンゴル駅 - （ムルマンゴルえき）
- 聞慶駅 - （ムンギョンえき）
- 汶山駅 - （ムンサンえき）
- 文井駅 - （ムンジョンえき）
- 文鶴競技場駅 - （ムンハク・キョンギジャンえき）
- 門峴駅（ムニョンえき）
- 文来駅 - （ムンレえき）

## め行
- 梅橋駅 - （メギョえき）
- 梅谷駅 - （メゴクえき）
- 梅灘勧善駅 - （メタングォンソンえき）
- 梅川駅 - （メチョンえき）
- 梅川市場駅 - （メチョンシジャンえき）
- 梅花駅 - （メファえき）
- 梅浦駅 - （メポえき）
- メボン駅 - （メボンえき）

## も行
- 木洞駅 - （モクトンえき）
- 木浦駅 - （モクポえき）
- 牧杏駅 - （モケンえき）
- モッコル駅 - （モッコルえき・ソウル交通公社）
- モッコル駅 - （モッコルえき・釜山交通公社）
- 毛徳駅 - （モドクえき）
- 毛羅駅 - （モラえき）
- 牡丹駅 (京畿道) - （モランえき）
- 牟梁駅 - （モリャンえき）
- モレネ市場駅 - （モレネシジャンえき）
- 夢灘駅 - （モンタンえき）
- 夢村土城駅 - （モンチョントソンえき）